# Bahri Todżik
Bahri Todżik (tadż. Баҳри Тоҷик) – zbiornik zaporowy na rzece Syr-darii w Tadżykistanie i częściowo w Uzbekistanie, w zachodniej części Kotliny Fergańskiej. Ma ok. 55 km długości, do 20 km szerokości i zajmuje powierzchnię 513 km². Jego maksymalna objętość wynosi ok. 4,2 km³, średnia głębokość to 8,1 m, a największa – 25 m. Został napełniony w latach 1956–58; powstał w celach irygacyjnych. Rozwinięte rybołówstwo; występują karpie, leszcze i szczupaki. Nad zachodnim brzegiem zbiornika leży miasto Guliston.
W 2016 roku władze tadżyckie zmieniły nazwę Zbiornik Kajrakkumski (tadż. обанбори Қайроққум, obanbori Kajrokkum) na Bahri Todżik, co oznacza dosłownie Morze Tadżyckie.